# Jerry Van Dyke
Jerry McCorn Van Dyke (Danville, 27 juli 1931 – Malvern, 5 januari 2018) was een Amerikaans komiek en acteur. Hij werd in zowel 1990, 1991, 1992 als 1994 genomineerd voor een Primetime Emmy Award voor zijn bijrol als assistent-coach Luther Horatio Van Dam in de komedieserie Coach. Van Dyke was de jongere broer van acteur Dick Van Dyke.

## Loopbaan
Van Dyke maakte in 1962 zijn acteerdebuut als korporaal Bailey in een aflevering van de dramaserie G.E. True. Zijn eerste filmrol volgde in 1963, als Norman Jones in de tragikomedie The Courtship of Eddie's Father.
Van Dyke speelde in verschillende films, maar vulde een veel groter gedeelte van zijn cv met rollen in televisieseries. Veruit de omvangrijkste daarvan was die als Luther Horatio Van Dam in Coach, die hij in 198 afleveringen speelde. Daarnaast verscheen hij als andere personages in ruim honderd afleveringen van verschillende andere series.

## Privé
Van Dyke hertrouwde in 1977, nadat hij drie jaar eerder gescheiden was van zijn eerste vrouw, met wie hij sinds 1957 getrouwd was geweest. Met zijn eerste echtgenote had Van Dyke een zoon en twee dochters, van wie er één als pornoactrice werkte. Van haar moest Van Dyke in 1991 afscheid nemen toen ze op 33-jarige leeftijd zelfmoord pleegde.

## Filmografie
*Exclusief televisiefilms
- Moon Ring (2010)
- Annabelle's Wish (1997, stem)
- Run If You Can (1987)
- W.A.R.: Women Against Rape (1987)
- Angel in My Pocket (1969)
- Love and Kisses (1965)
- McLintock! (1963)
- Palm Springs Weekend (1963)
- The Courtship of Eddie's Father (1963)

## Televisieseries
*Exclusief eenmalige gastrollen
- The Middle - Tag Spence (2010-2015, acht afleveringen, inclusief een aflevering samen met zijn broer Dick van Dyke)
- Yes, Dear - Big Jimmy Hughes (2001-2005, zeven afleveringen)
- You Wish - Max (1997-1998, tien afleveringen)
- Teen Angel - Jerry Beauchamp (1998, zes afleveringen)
- Coach - Assistant-coach Luther Horatio Van Dam (1989-1997, 198 afleveringen)
- Fresno - Tucker Agajanian (1986, twee afleveringen)
- 13 Queens Boulevard - Steven Winters (1979, negen afleveringen_
- The Mary Tyler Moore Show - Wes Callison (1972-1973, twee afleveringen)
- Headmaster - Jerry Brownell (1970, dertien afleveringen)
- Accidental Family - Jerry Webster (1967-1968, zestien afleveringen)
- My Mother the Car - Dave Crabtree (1965-1966, dertig afleveringen)
- The Dick Van Dyke Show - Stacey Petrie (1962-1965, vier afleveringen)

- Biblioteca Nacional de España: XX6531095
- International Standard Name Identifier: 0000 0000 4215 3698
- Library of Congress Control Number: no97049325
- MusicBrainz: c35ee7e6-af86-4bfb-8edb-9fe07fb86874
- Nationale Bibliotheek van Israël: 987007414472705171
- SNAC: w6mn0htx
- Virtual International Authority File: 73460161
- WorldCat: E39PBJxhdWhHkJrHrmbcFFY3wC